# Andy McCoy
Antti Hulkko, plus connu sous le nom de Andy McCoy, est un guitariste finlandais né le 11 octobre 1962, à Pelkosenniemi en Finlande. Il est célèbre pour avoir été le guitariste, compositeur et membre fondateur du groupe finlandais Hanoi Rocks. Il a également travaillé avec Iggy Pop (1988-89).
Il a joué dans de nombreux genres tels que rock 'n' roll, punk rock, glam rock et hard rock.

## Biographie
Antti Hulkko est né en Finlande à Pelkosenniemi. À 9 ans, ses parents et lui déménagent en Suède avant de retourner en Finlande cinq ans plus tard pour s'installer dans la banlieue de Vuosaari.
Il connait la célébrité avec son groupe Hanoi Rocks (à partir de 1981).
En 1988-89, il est guitariste de Iggy Pop pour la tournée mondiale Instinct, qui dure 7 mois. Ses frasques sont largement racontées par le bassiste du groupe Alvin Gibbs (Iggy Pop, La menace intérieure, En tournée avec l'iguane, éd. Camion Blanc, 2010).
En 1999, un film lui est consacré : The Real McCoy, réalisé par Pekka Lehto.
Il a aussi écrit son autobiographie : Sheriff McCoy: Outlaw Legend of Hanoi Rocks (traduite en anglais en 2009).
En 2013 il participe à Julkkis Big Brother en Finlande. Il est exclu du jeu après 10 jours.

## Discographie

### Solo
- Too Much Ain't Enough (1988)
- Aspects of Andy McCoy (1995)
- Building on Tradition (1995)
- The Real McCoy - Original Motion Picture Soundtrack (1999)
- R'n'R Memorabilia - The Best Solo Tracks So Far! (2003)

### Hanoi Rocks
- Bangkok Shocks Saigon Shakes Hanoï Rocks (1981)
- Oriental Beat (1982)
- Self Destruction Blues (1983)
- Back to Mystery City (1983)
- Two Steps From the Move (1984)
- Tracks From A Broken Dream (1990)
- Lean On Me (Compil' & Demos Sessions 85) (1992)
- Twelve Shots on the Rocks (2002)
- Another Hostile Takeover (2005)
- Street Poetry (2007)

### Briard
- I Really Hate Ya - 7" (1977)
- Fuck the Army - 7" (1978)
- Chirpy Chirpy Cheap Cheap - 7" (1979)
- Miss World - LP (1983)
- Briard (1996)
- Miss World - rerelease with 15 bonus songs (2005)

### Suicide Twins
- Silver Missiles And Nightingales (1986)

### Cherry Bombz
- Cherry Bombz/Hot Girls In Love (Mini-LP) (1985)
- House of Ecstacy (EP) (1986)
- Coming Down Slow (Live) (1987)